# 1972
Cette page concerne l'année 1972  du calendrier grégorien.
L'année 1972 est une année bissextile qui commence un samedi.

## En bref
- 30 janvier : Bloody Sunday.
- 5 septembre : prise d’otages des Jeux olympiques de Munich.
- Publication du rapport Meadows The Limits to Growth.
- 13 décembre : Eugene Cernan devient le dernier homme à marcher sur la Lune à bord d'Apollo 17.

## Relations internationales

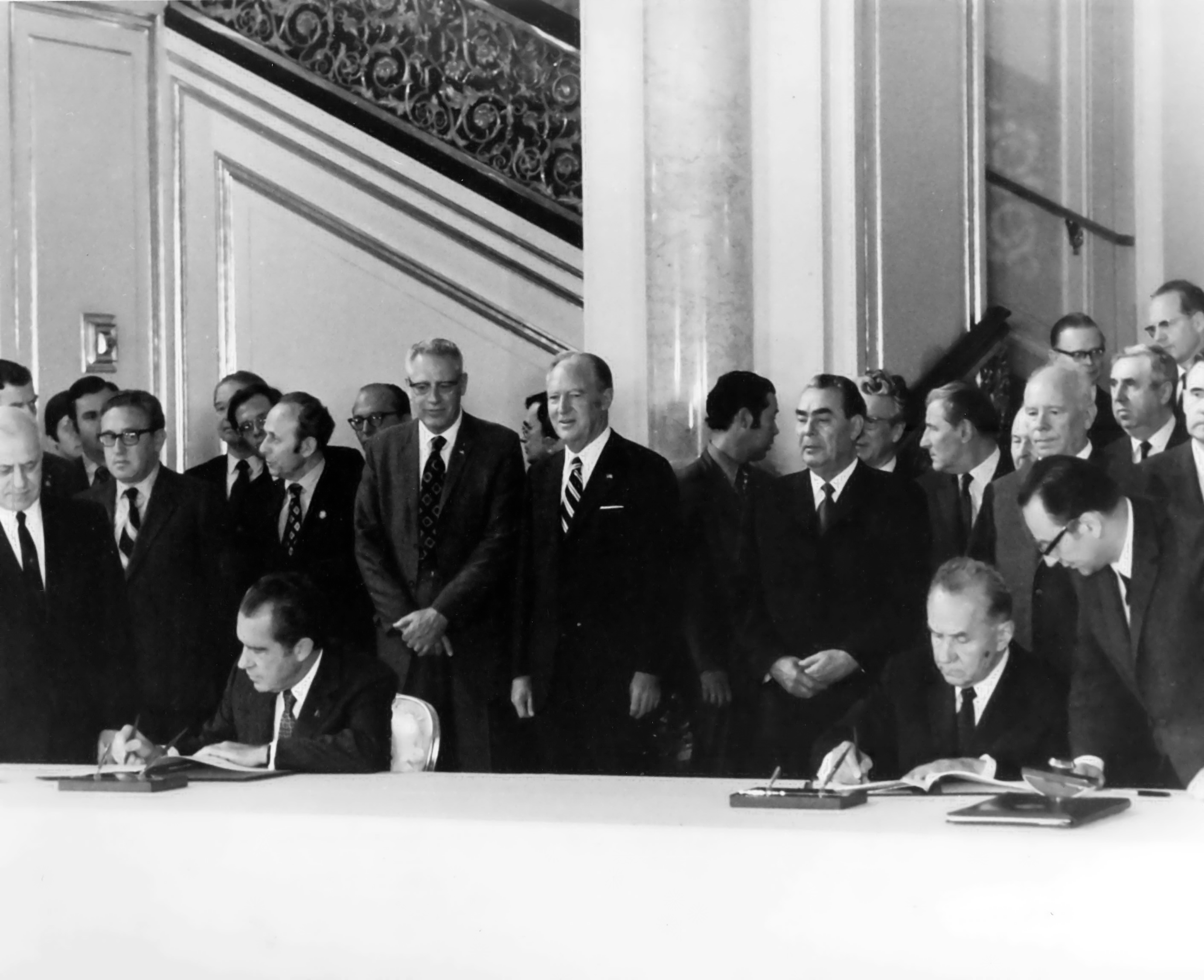
24 mai : le Président américain Richard Nixon et le Premier ministre soviétique Alexis Kossyguine signent un accord de coopération scientifique et technique qui permet le projet Apollo-Soyouz.

- 26 mai : accords SALT 1 (Strategic Arms Limitation Talks) signés lors du voyage de Nixon à Moscou, limitant le nombre des missiles. Ils se composent d’un accord temporaire de cinq ans et d’un traité permanent. Les deux superpuissances ne pourront déployer plus de 100 missiles antiballistiques (ABM), et seulement dans deux zones affectées l’une à la défense de la capitale, l’autre à la protection d’un site de lancement d’engin intercontinentaux (ICBM)[1]. Ils concernent également l’interdiction des armes bactériologiques. Aucune inspection du respect des clauses de l’accord n’est prévue, les Soviétiques y voyant une forme d’espionnage. Les progrès en matière de détection par satellite permettent de contourner ce refus. Les accords américano-soviétiques prévoient la coopération dans les domaines de la recherche sanitaire, de la protection de l’environnement (23 mai), de la science et de la technologie, de la conquête de l’espace (24 mai), de la prévention des accidents maritimes (25 mai) et de la limitation des armements (26 mai)[2]. Peu après sont conclus l’ajustement de la dette prêt-bail soviétique de la Seconde Guerre mondiale, un accord commercial triennal et des programmes d’échanges culturels.
- 5 au 16 juin : la première Conférence des Nations unies sur l’environnement issue de la Conférence des Nations unies sur l’environnement humain (aussi nommé premier sommet de la Terre) se tient à Stockholm[3]. Elle marque le début d’une prise de conscience de la crise écologique qui mènera à l’économie de l’environnement, puis à l’émergence du concept de développement durable. La déclaration finale de la Conférence des Nations unies sur l’environnement pose les bases du Programme des Nations unies pour l’environnement (PNUE), qui est créé officiellement le 15 décembre par la résolution 2997 lors de la XXVIIe Assemblée générale des Nations unies intitulée Dispositions institutionnelles et financières concernant la coopération internationale dans le domaine de l’environnement[4].
- 14 octobre : accord maritime américano-soviétique[5].
- 18 octobre : un accord commercial américano-soviétique offre à l’URSS la clause de la nation la plus favorisée en échange de sa bonne volonté au Viêt Nam, à Berlin et sur d’autres sujets. Il n’entrera pas en application[6].

## Événements

### Afrique
- 13 janvier : coup d’État militaire du colonel Acheampong au Ghana[7].
- 30 janvier : le président de Madagascar Philibert Tsiranana, obtient 99,72 % des suffrages lors d’élections anticipées[8].

- 5 février : répression de la révolte étudiante en Tunisie. Les forces de l’ordre investissent la faculté de Droit pour interrompre le congrès extraordinaire de l’Union générale des étudiants de Tunisie[9].
- 22 février : tentative de putsch menée par Ange Diawara en République populaire du Congo (à l’origine du mouvement révolutionnaire M 22)[10].
- 27 février : un accord de réconciliation nationale avec le Sud, au Soudan, est signé à Addis-Abeba. La constitution d’un régime d’autonomie pour les régions chrétiennes et animistes du sud met fin à la guerre civile[11].

- 2 mars : Jean-Bedel Bokassa se proclame président à vie de la République centrafricaine. Le 29 juillet, une ordonnance condamne toute personne prise en flagrant délit de vol à subir l’ablation de l’oreille. 43 personnes subissent une mutilation publique[12].

- avril - août : Ikiza

- 24 avril : début d’un mouvement de grève à l’université et dans les lycées de Tananarive à la suite de la dissolution par le gouvernement malgache de l’association des étudiants en médecine (AEMP) le 19 avril[8].

- 30 avril : disparition de Martin Ndayahoze, homme politique burundais.

- 13 mai, Madagascar : 400 grévistes sont arrêtés par la police sur le campus de l’université de Tananarive puis internés au bagne de Nosy Lava ; les travailleurs se joignent aux lycéens et aux étudiants en grève. Les manifestations tournent à l’émeute contre le régime du président Tsiranana. Les affrontements provoquent 26 morts, 19 manifestants et 7 membres des forces républicaines de sécurité. Le 15 mai, la grève générale touche tout le pays. Le 18 mai, les pleins pouvoirs sont donnés au général Ramanantsoa après qu’il a refusé le poste de Premier ministre. Il forme un gouvernement composé à majorité de militaires le 27 mai. Le 4 juillet, le couvre-feu est levé et le 27 juillet, Ramanantsoa esquisse les grandes lignes de son programme politique pour une malgachisation économique et culturelle de la société[8].

- 20 mai : référendum constitutionnel camerounais. Le 2 juin, une nouvelle constitution est promulguée qui institue la République unie du Cameroun[13].

- 4 août : Idi Amin Dada publie un décret qui expulse de l’Ouganda tous les Asiatiques avant 90 jours[14]. La mesure concerne de 50 000 à 75 000 personnes, dont une majorité d’Indiens, et de Pakistanais, accusés de tenir en main une grande partie du commerce du pays. Leur départ marque le début du déclin économique de l’Ouganda[15].
- 16 août : échec du coup d’État des aviateurs contre le régime du roi Hassan II au Maroc[16].
- 29 août : promulgation de la loi martiale à Madagascar[8].

- 8 octobre, Madagascar : référendum à l’initiative du général Ramanantsoa pour son maintien au pouvoir pendant cinq ans ; il obtient 87,75% de oui. Le président Philibert Tsiranana démissionne le 11 octobre[8].
- 9 octobre : le Sénégal demande une aide alimentaire et matérielle auprès du directeur de la Banque mondiale[17]. La sécheresse touche le Sahel (Mali, Mauritanie, Sénégal, Haute-Volta, Niger, Tchad) jusqu’en 1974. Elle entraîne de sérieuses difficultés politiques.
- 26 octobre : coup d’État militaire en République du Dahomey (actuel Bénin). Mathieu Kérékou prend le pouvoir[18].
- 22 novembre : convention de coopération monétaire de Brazzaville. Création d’une banque centrale par l’UDEAC (Union Douanière et Économique de l’Afrique centrale)[19].

- 13 décembre : Kenneth Kaunda officialise le parti unique en Zambie (United National Independence Party, UNIP)[20].
- 21 décembre : début de la guerre du Bush avec une série d’attaques de fermes tenue par des Blancs par des insurgés Noirs en Rhodésie du Sud[21]. La guerre civile entre Blancs et Noirs dure huit ans et fait 20 000 victimes.

### Amérique
- 19 janvier : création de l’EGP (Ejército Guerrillero de los Pobres) au Guatemala, mouvement castro-guévariste dirigé par Ricardo Ramírez (Rolando Morán (en))[22].

- 31 janvier-8 février : les partis de l’Unidad Popular se réunissent à El Arrayán au Chili, pour examiner l’action du gouvernement de Salvador Allende[24].

- 15 février : un coup d’État militaire dépose José María Velasco Ibarra en Équateur[25]. Le dirigeant populiste Assad Bucaram est en passe de remporter les élections, quand l’armée s’empare du pouvoir et le confie au général nationaliste et progressiste Guillermo Rodríguez Lara[26] (fin en 1976). Il fait adhérer l’Équateur à l’OPEP et contrôle les compagnies pétrolières étrangères opérant dans le pays grâce à la création de la Corporation étatique pétrolière équatorienne (CEPE). Mais le boom pétrolier ne profite pas à tous les Équatoriens et les écarts sociaux se creusent. Le gouvernement, qui se veut « révolutionnaire, nationaliste, social-humaniste et pour un développement autonome » ne lance qu’une réforme agraire modeste.
- 20 février : les militaires doivent recourir à la fraude lors de l’élection présidentielle au Salvador pour empêcher l’arrivée au pouvoir d’une coalition d’opposition conduite par le démocrate-chrétien José Napoleón Duarte. Le colonel Arturo Armando Molina est déclaré vainqueur le 25 février[27]. Les élections législatives (1974, 1976) et présidentielle (1977) qui suivent ne sont que des parodies qui discréditent tout le processus électoral.
- 29 février : le Parti national du peuple, remporte les élections législatives en Jamaïque. Le 2 mars, son dirigeant Michael Manley devient premier ministre (fin en 1980)[28].

- 1er mars : début du mandat de Juan María Bordaberry, président de l’Uruguay élu en 1971[29].
- 25 mars : échec d’un coup militaire d’État au Salvador. José Napoleón Duarte est emprisonné pour conspiration avant d’être expulsé du pays[30].

- 12 avril : première opération des troupes gouvernementales contre la guérilla de l’Araguaia, organisée depuis 1966 par le Parti communiste du Brésil[31]. Après une seconde campagne en octobre 1973, le mouvement est éradiqué en mai 1974[32].

- 25 mai : le poète Pedro Luis Boitel, maintenu arbitrairement en prison par le gouvernement cubain après avoir purgé sa peine de 10 ans, meurt après 53 jours de grève de la faim[33].

- 17 juin :
  - Salvador Allende forme un nouveau gouvernement au Chili après le retrait le 6 avril de la coalition du parti de la gauche radicale[34].
  - cinq hommes, prétendument plombiers, sont surpris en train d’installer des micros dans le Watergate, au siège du Parti démocrate à Washington[5].
- 18 - 25 juin : l’ouragan Agnes ravage la côte Est des États-Unis[35].

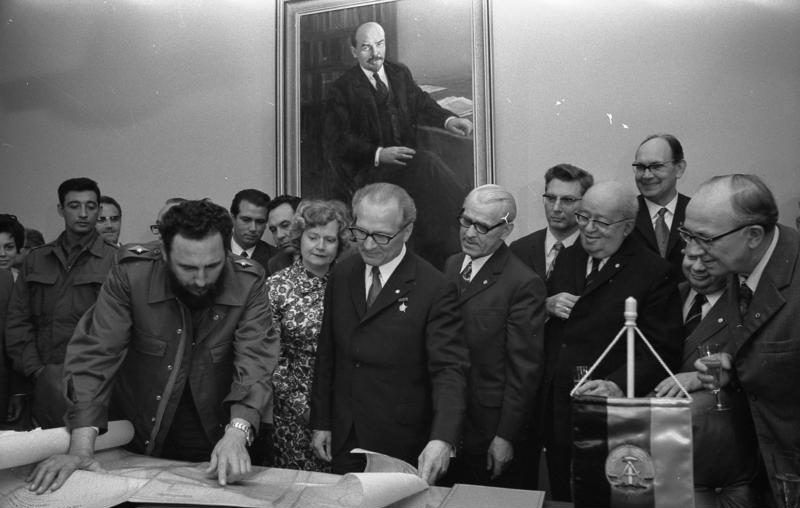
19 juin : Fidel Castro à Berlin avec Erich Honecker lors de la cession de l’île Ernst Thälmann à la RDA.

- 19 juin : l’île Cayo Blanco del Sur est renommée île Ernst Thälmann et offerte à la République démocratique allemande par le gouvernement cubain[36].

- 12 juillet : Cuba rejoint le Conseil d’assistance économique mutuelle (COMECON) lors de sa 26e session à Moscou[37].

- 22 août : massacre de Trelew, exécution sommaire de 16 membres de différentes organisations de lutte armée par la dictature en Argentine[38].

- 3 octobre : nouveau remaniement ministériel au Chili qui voit l’entrée de militaires au gouvernement[23].
- 9 octobre : le syndicat des transporteurs routiers décrète la grève générale illimitée au Chili contre le projet de contrôle public des transports. Le secteur est paralysé pendant 24 jours[39].
- 11 octobre : nouvelle constitution au Panama ; le général Omar Torrijos assume seul les pouvoirs dictatoriaux pour six ans[40].
- 13 octobre : 
  - grève des commerçants au Chili par solidarité avec les transporteurs routiers[41].
  - accident du vol 571 Fuerza Aérea Uruguaya. Un avion uruguayen s’écrase dans la cordillère des Andes avec 45 personnes à bord. Les 16 survivants reconnaîtront avoir pratiqué l’anthropophagie pour survivre. La survie des rescapés revient au courage de deux passagers, qui décident de traverser les Andes pour trouver les secours, qui arrivent le 22 décembre[42].

- 7 novembre : réélection de Richard Nixon (R) comme président des États-Unis[5].
- 17 novembre : retour du général Juan Perón en Argentine après 17 ans d’exil[43].

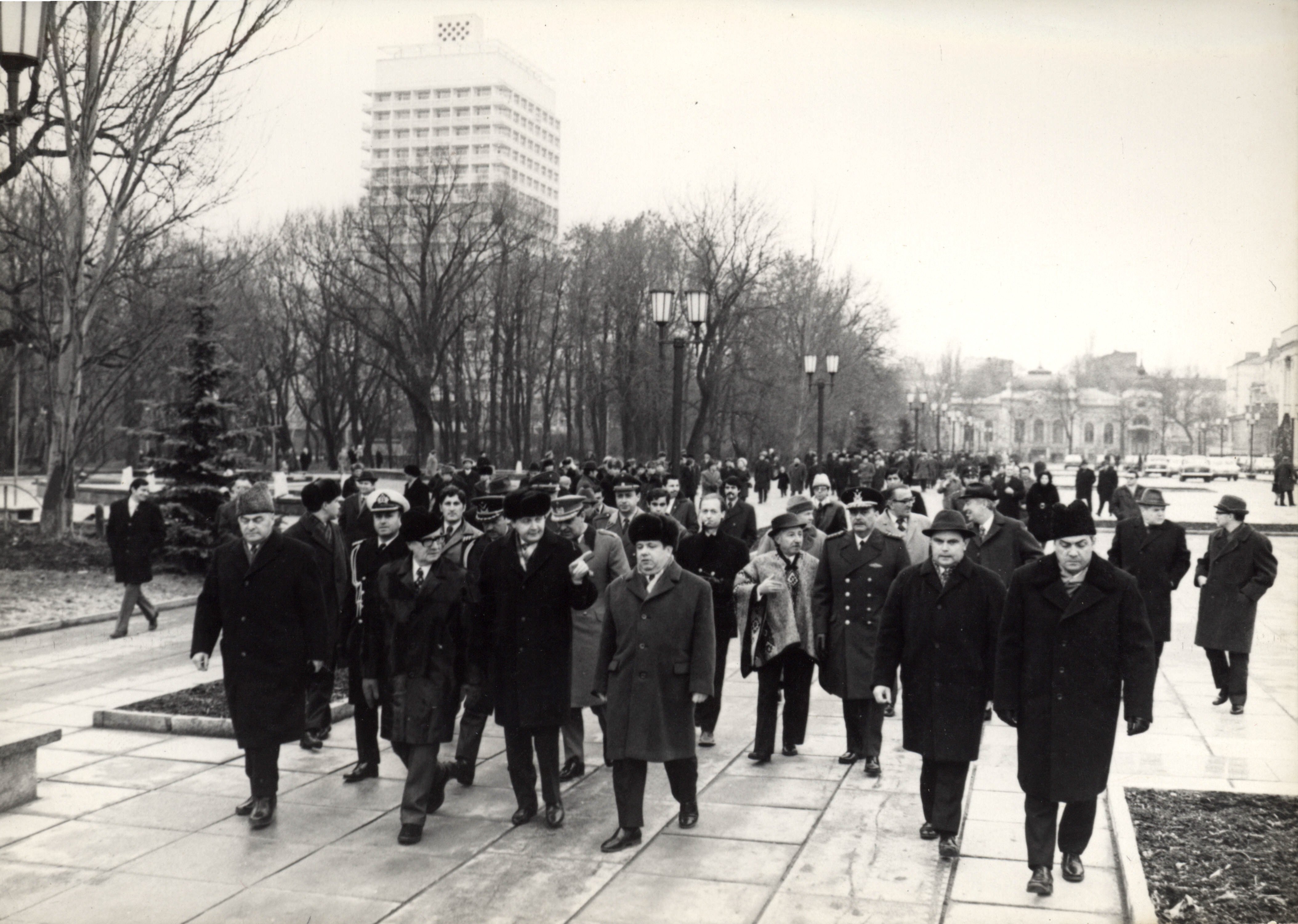
6 décembre : Salvador Allende en visite à Moscou

- 28 novembre : voyage de Salvador Allende[44] ; il se rend en visite officielle au Mexique, à Cuba, au siège des Nations unies à New York (4 décembre) puis en Union soviétique[45].

- 4 décembre, Honduras : le général Oswaldo López Arellano renverse le gouvernement de Ramón Ernesto Cruz Uclés avec l’appui de larges secteurs sociaux et prend le pouvoir (fin en 1975). Le Honduras entre dans une phase de réformisme militaire[46].

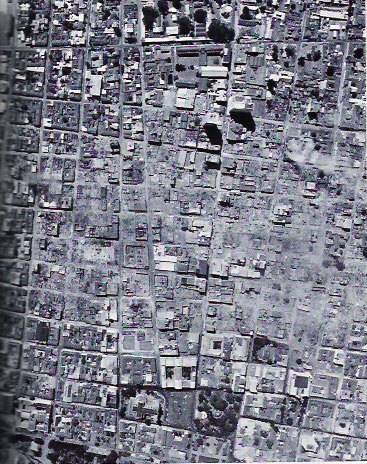
Vue aérienne de Managua après le tremblement de terre.

- 23 décembre : tremblement de terre au Nicaragua qui détruit Managua. La famille Somoza accapare l’aide internationale et profite de façon outrancière des opérations de reconstruction, ce qui provoque la défection du soutien au régime du secteur privé[23].

### Asie et Pacifique
- 27 janvier : profitant de la visite d’une centaine de missions diplomatiques, les Aborigènes d’Australie installent une tente-ambassade sur les pelouses de l’ancien parlement, à Canberra[47].
- 31 janvier : début du règne de Birendra Bir Bikram Shah Dev, roi du Népal[48]. Il gouverne d’abord de manière très autoritaire, tentant d’enrayer le mouvement de réformes mené par le Premier ministre Bishweshwar Prasad Koirala.

- 19 - 28 février : affaire du chalet Asama, prise d’otage perpétrée par l’armée rouge unifiée au Japon, à la suite de l’arrestation de dirigeants du groupe d’extrême gauche : Hiroko Nagata et Tsuneo Mori[49].
- 19 février - 11 mars : élections législatives en Papouasie-Nouvelle-Guinée. La première assemblée est convoquée le 20 avril. Michael Somare forme un gouvernement de coalition[50].

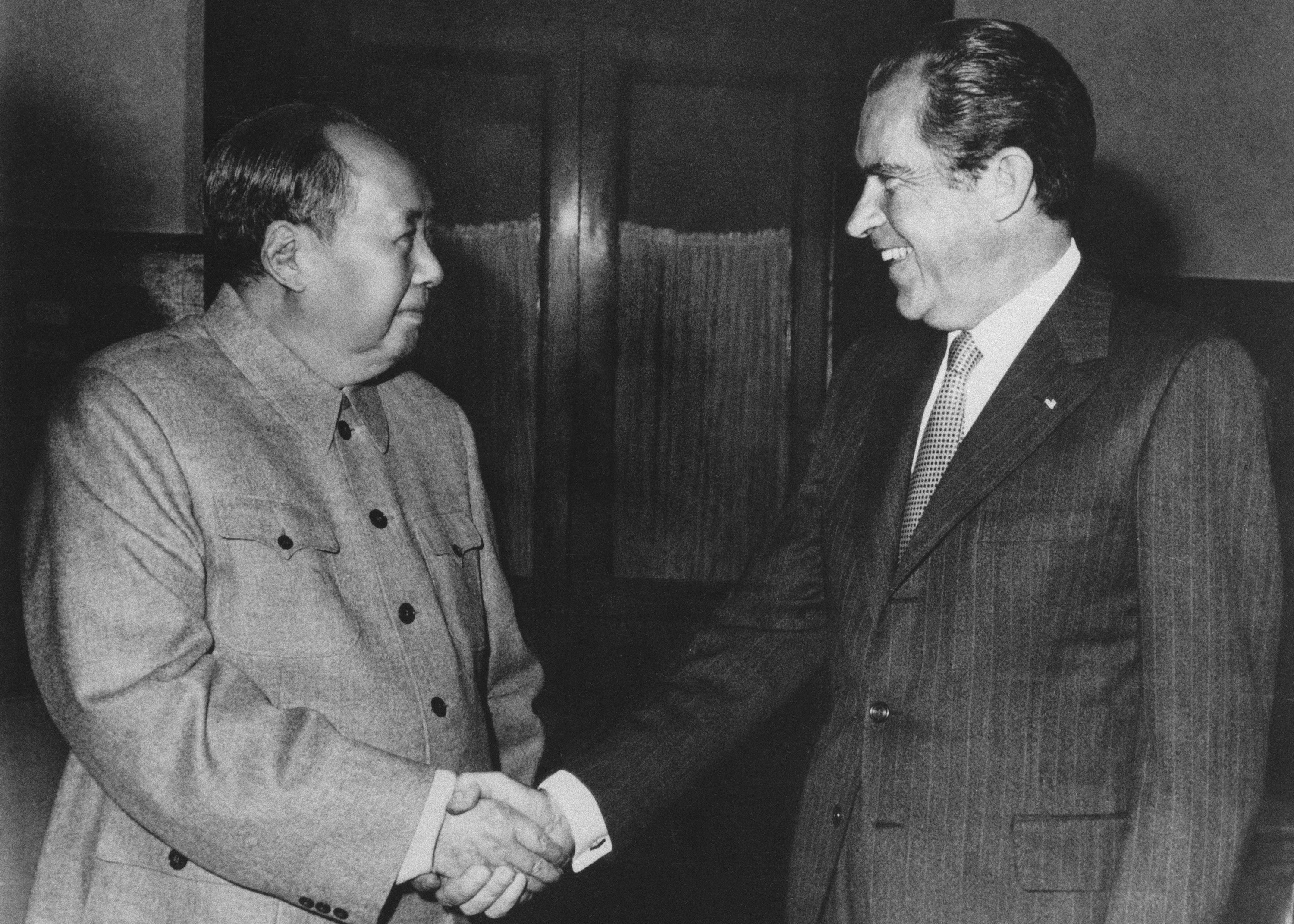
29 février : rencontre historique de Nixon et Mao à Pékin

- 21 - 28 février : visite historique du président américain Richard Nixon en Chine où il rencontre Mao Zedong. Dans un communiqué publié à Shanghai, les deux pays constatent qu’ils ont des objectifs stratégiques communs face à l’Union soviétique[51].

- 18 mars : Son Ngoc Thanh est nommé Premier ministre de la République khmère[52].
- 19 mars : traité d’amitié de coopération et de paix entre l’Inde et le Bangladesh, complété le 28 mars par un traité commercial[53].

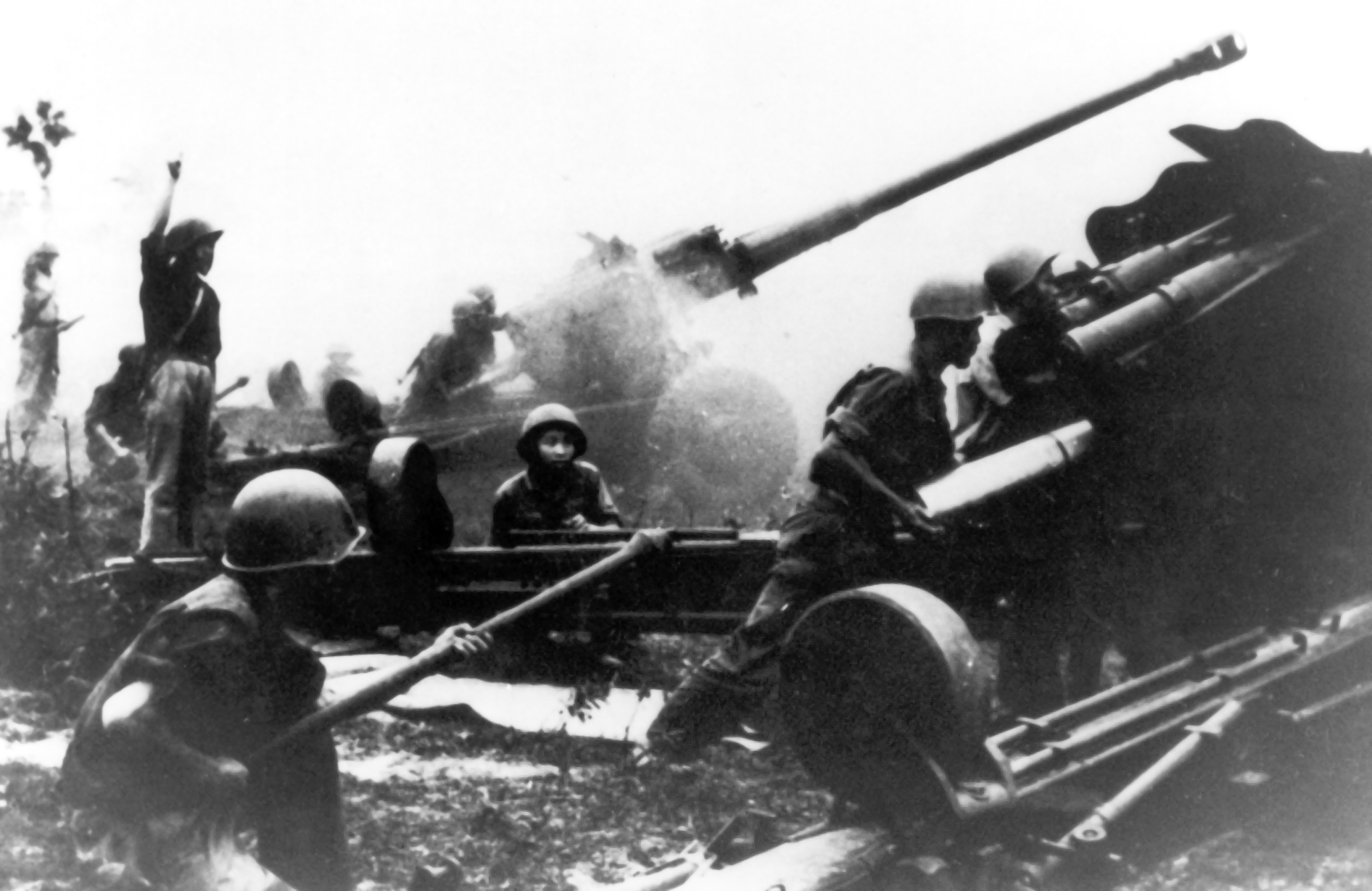
Batterie de l’Armée populaire vietnamienne pendant l’offensive de Pâques.

- 30 mars : offensive de Pâques. Début d’une grande offensive communiste au sud Viêt Nam (fin le 22 octobre). Prise de Quảng Trị (1er mai), siège d’An Lộc (13 avril-20 juillet)[54].

- 2-13 avril : sauvetage de Bat 21 Bravo, opération américaine de sauvetage du lieutenant-colonel Iceal Hambleton derrière les lignes nord-vietnamiennes[55].

- 8 mai : Richard Nixon annonce le minage des ports nord-vietnamiens (Haiphong) et le blocus du pays par les États-Unis[5].
- 9 mai- 23 octobre : opération Linebacker ; en réponse à l’offensive communiste, les forces aériennes du sud Viêt Nam et des États-Unis reprennent les bombardements sur le Viêt Nam du Nord[56].
- 15 mai : retour d’Okinawa au Japon après vingt-sept ans d’occupation américaine[57].
- 15-29 mai : élections législatives fidjiennes[58].
- 22 mai : réforme constitutionnelle à Ceylan. Le bouddhisme acquiert une place privilégiée. Le pays reçoit officiellement son appellation cinghalaise de Sri Lanka[59].

- 18 juin : début de la mousson en Asie du Sud[60]. Sa faiblesse entraîne la sécheresse[61].

- 2 juillet : accord indo-pakistanais signé à Simla à la suite du conflit de 1971[62]. La question du Cachemire n’est toujours pas réglée.
- 4 juillet, Corée : déclaration conjointe du Sud et du Nord proclamant que les deux parties continueraient de dialoguer pour avancer vers la réunification de la péninsule[63].
- 21-24 juillet : Jigme Singye Wangchuck devient roi du Bhoutan, à l’âge de 17 ans : il est couronné le 2 juin 1974[64].

- 3 septembre : élections législatives au Cambodge ; le Parti social républicain proche du pouvoir rafle la totalité des sièges[65].
- 16 septembre : Quảng Trị est reprise par l’armée de la République du Viêt Nam[54].
- 21 septembre, Philippines : après des manifestations et une nouvelle campagne de guérillas paysannes, conduites par un nouveau parti communiste, le président Ferdinand Marcos instaure la loi martiale (fin en 1981) tout en annonçant un programme de réformes sociales et économiques. Le 23 septembre, le sénateur Aquino est arrêté et incarcéré pendant sept ans[66]. Dans le même temps, la corruption et le népotisme s’aggravent, Marcos distribuant faveurs et passe-droits à ses amis et associés des milieux d’affaires, en échange d’une part généreuse des profits réalisés.
- 29 septembre : rétablissement des relations diplomatiques entre la Chine et le Japon[67].

- 14 octobre : Hang Thun Hak est nommé Premier ministre de la République khmère[52].

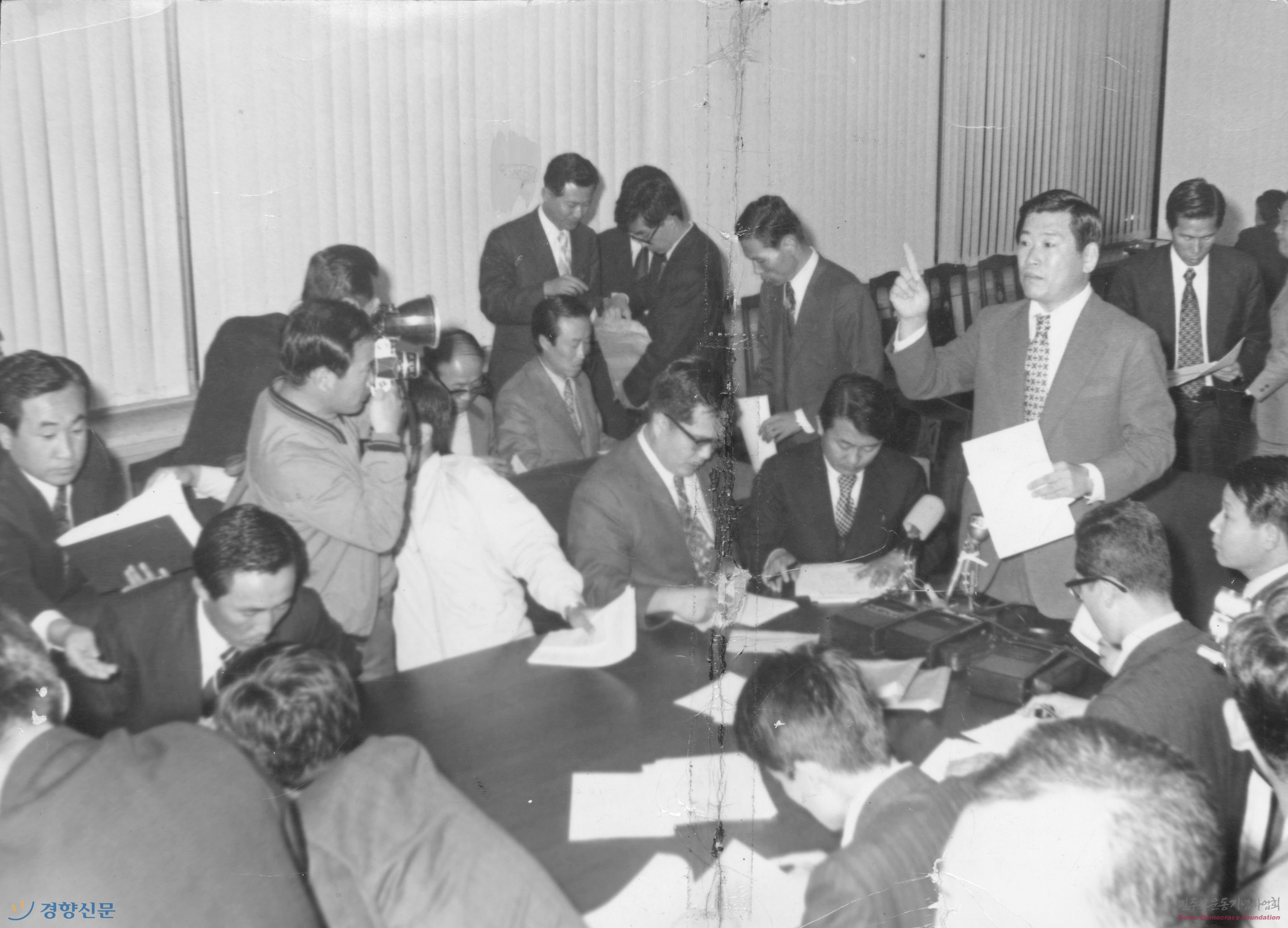
17 octobre : loi martiale en Corée du Sud.

- 17 octobre : en Corée du Sud, Park Chung-hee instaure la loi martiale, dissout l’assemblée et interdit les activités politiques et médiatiques. Le 27 octobre il met en place une nouvelle Constitution approuvée par plébiscite le 21 novembre, qui lui permet de rester indéfiniment en fonction (Constitution Yusin)[68]. Dans les mois qui suivent, la répression s’accentue en Corée du Sud.

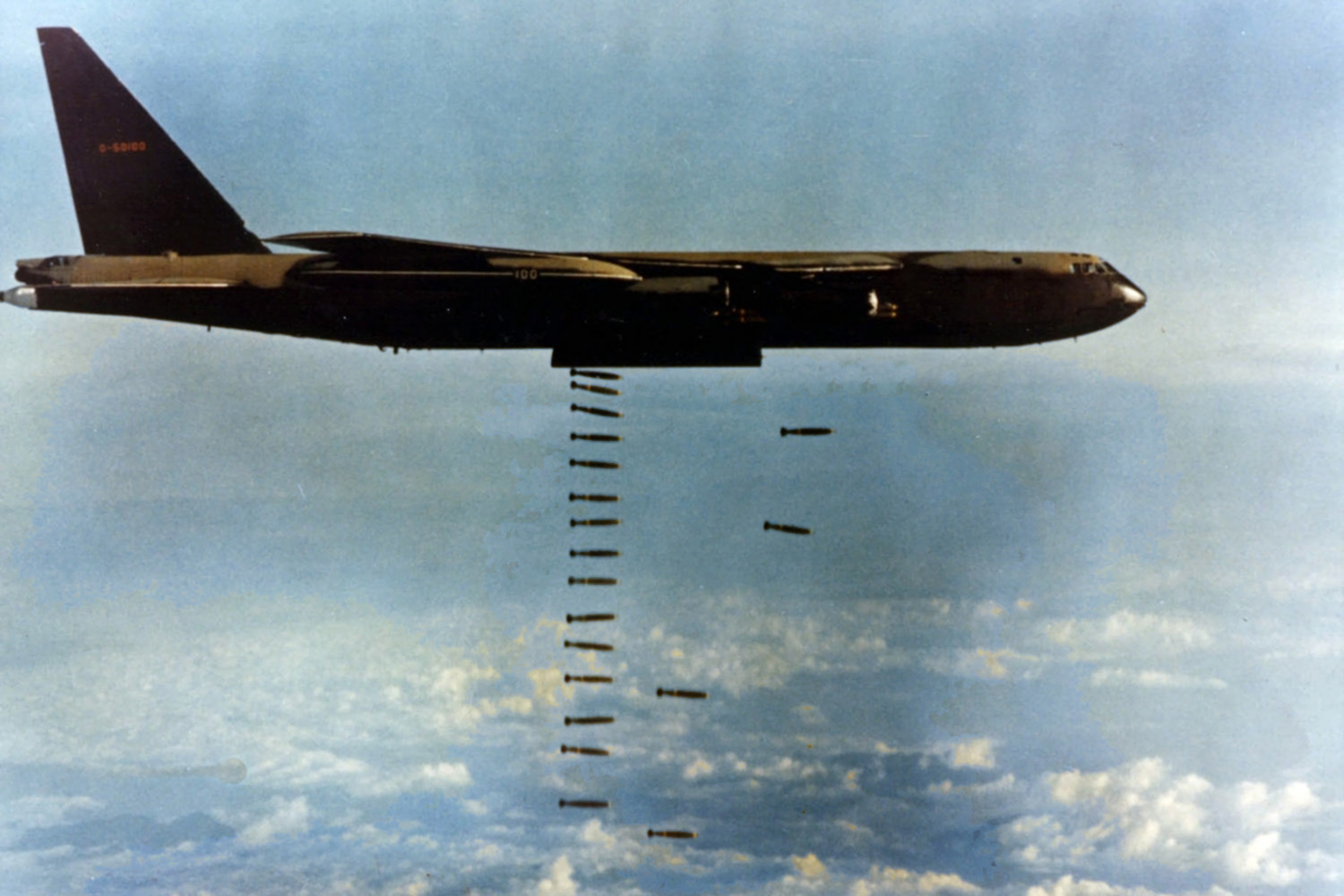
18-29 décembre : opération Linebacker II. Un B-52 larguant ses bombes

- 2 décembre : élections fédérales australiennes[69].
- 5 décembre : Gough Whitlam devient Premier ministre travailliste en Australie (fin le 11 novembre 1975)[70].
- 15 décembre : une constitution transitoire est promulguée en Thaïlande[71].
- 18 - 29 décembre : opération Linebacker II. Raids massifs de B-52 sur Hanoï et Hải Phòng[54]. Premières défections de pilotes de B-52 qui refusent de remplir leurs missions de bombardement.
- 30 décembre : la fin des bombardements massifs des États-Unis permet la reprise des négociations de Paris sur le Viêt Nam[72].

### Proche-Orient
- 2 février : Sadate se rend à Moscou pour obtenir des armes offensives stratégiques à longue portée comme celle qu’Israël possède déjà, mais ne parvient pas à les obtenir[73]. L’Égypte se tourne vers les États-Unis.
- 3 au 8 février : blizzard en Iran faisant environ 4 000 morts, un record mondial[74].

- 8 mars : la Syrie accepte la résolution 242 à condition d’un retrait israélien de tous les territoires occupés et d’une prise en compte des droits des Palestiniens[75]. Le pays bénéficie en retour d’une aide financière saoudienne.

- 9 avril : traité d’amitié et de coopération URSS-Irak[76].

- 22-30 mai : au sommet de Moscou[5], Henry Kissinger obtient des Soviétiques l’idée d’un règlement global par étapes : retrait israélien « de territoires occupés », fin de l’état de belligérance et mise en place de la paix.
- 30 mai : attentat à l’aéroport de Lod, en Israël, perpétré par l’armée rouge japonaise ; 26 morts et une centaine de blessés (cf. Kozo Okamoto)[77].

- 1er juin : l’Irak nationalise à 51 % sa production de pétrole (Iraq Petroleum Company)[76].

- 8 juillet : assassinat de Ghassan Kanafani et de sa nièce de 17 ans dans un attentat à la voiture piégée à Beyrouth[78]. À la suite de la multiplication des actions contre Israël à partir du sud du Liban, Israël lance une campagne d’assassinats de responsables palestiniens (1972-1973).

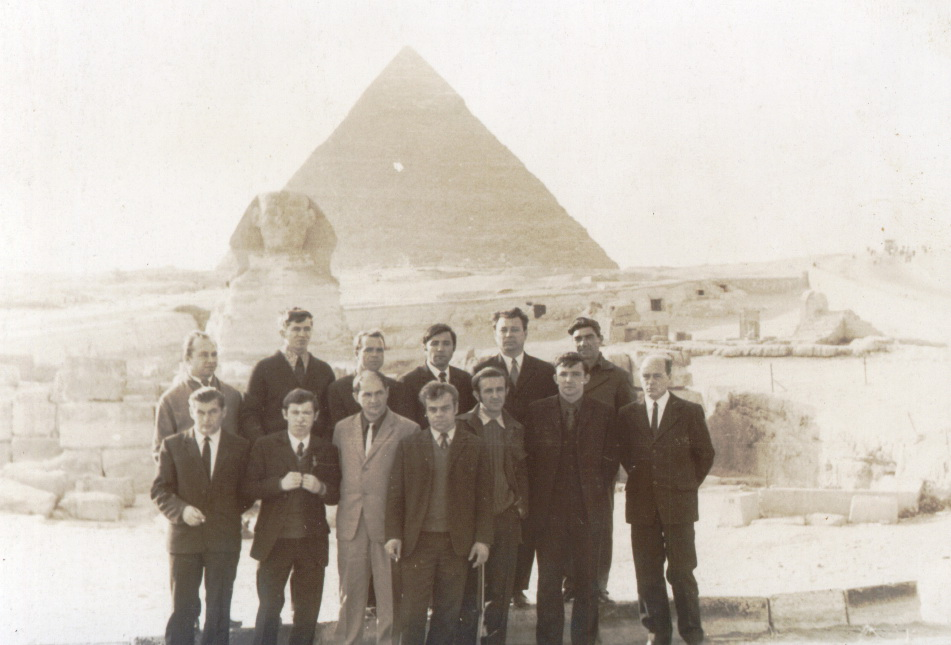
Un groupe de conseillers soviétique en Égypte, 1972.

- 18 juillet : Sadate renvoie les 20 000 conseillers militaires soviétiques d’Égypte après que l’URSS a refusé d’augmenter l’aide économique et militaire apportée à l’Égypte[5].
- 19 juillet : bataille de Mirbat dans la guerre du Dhofar à Oman[79].

- 2 août : union de la Libye avec l’Égypte au sein de l’Union des Républiques arabes[80], rompue dans les faits le 1er décembre 1973.

- 5 septembre : prise d’otages des Jeux olympiques de Munich ; deux athlètes israéliens sont assassinés par des terroristes palestiniens de Septembre noir qui prennent en otage neuf autres athlètes, exécutés à leur tour le lendemain[81].

- 5 octobre : signature à New York d’un accord entre les compagnies pétrolières occidentales et l’Arabie saoudite, le Qatar, le Koweït et Abou Dabi : au 1er janvier 1973, ces États reçoivent 25 % du capital des sociétés concessionnaires (51 % en 1982)[82].
- 22 octobre : Rashid Shawa, maire palestinien de Gaza, est déposé par l’autorité militaire israélienne, qui administre directement la bande de Gaza[83].
- 18 décembre : l’Égypte signe un accord commercial préférentiel avec la CEE[84].

### Europe
- 14 janvier : la reine Margrethe II devient le premier monarque féminin de Danemark depuis le XIVe siècle, à la mort de son père, le roi Frédéric IX[85].
- 22 janvier : traité de Bruxelles sur l’élargissement de la CEE : Royaume-Uni, Irlande, Danemark. La Norvège, prévue également, renoncera à son adhésion à la suite d’un référendum négatif le 25 septembre[86].
- 26 janvier : à la suite de l'explosion d'un avion, l’hôtesse de l’air Vesna Vulović, qui se trouvait dans la partie centrale d’un DC-9 de la JAT, est projetée à l’extérieur de la carlingue. Après une chute de 10 000 mètres, elle s’écrase près du village tchèque de Kamenice. Elle n’a que les deux jambes cassées et une fracture du crâne, ainsi qu’une paralysie qui s’estompera avec le temps[87].

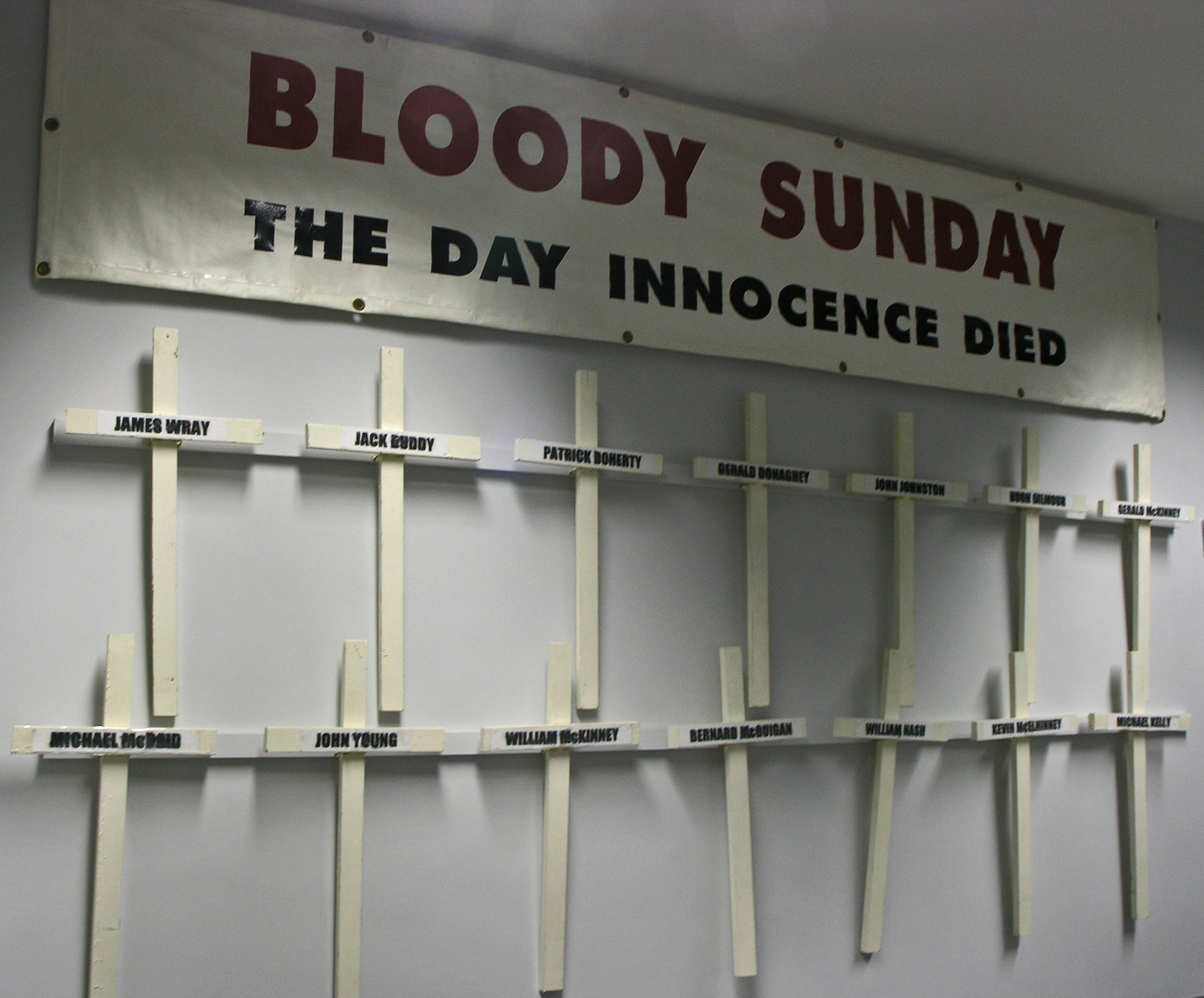
Bannière et croix portées par les familles des victimes du Bloody Sunday lors de leur marche annuelle de commémoration.

- 30 janvier : Lors de la tuerie du Bloody Sunday, treize personnes participant à une marche en faveur des droits civiques sont tuées à Londonderry, en Irlande du Nord dans une fusillade déclenchée par l’armée britannique. Une première enquête blanchit l’armée. À partir de février, l’IRA provisoire commence à organiser des actions en Angleterre[88].

- 19 mars : élections législatives polonaises[89].
- 21 mars : création du serpent monétaire européen pour limiter les fluctuations entre les monnaies des pays membres de la CEE à plus ou moins 2,25 % ; les Six sont rejoints par les quatre pays candidats le 27 avril[90].
- 24 mars : le Parlement provincial de Stormont (Irlande du Nord) est suspendu[91].
- 30 mars : Northern Ireland (Temporary Provisions) Act[92]. Le gouvernement Edward Heath assigne l’armée anglaise à des opérations de nettoyage anti-IRA et suspend la constitution irlandaise pour placer « temporairement » la province sous administration directe de Londres[88]. L’Official Irish Republican Army dépose les armes jusqu’en 1975.

- 27 avril, Allemagne : échec de la première tentative de censure constructive, celle de Rainer Barzel contre Willy Brandt[93].

- 10 mai : référendum irlandais sur l’adhésion aux communautés européennes ; le « oui » l’emporte par 83 % des suffrages[94].
- 17 mai : un accord international signé à Bruxelles permet de limiter à 11 t la charge par essieu des poids-lourds à partir de 1980[95].
- 22 - 30 mai : visite officielle du président américain Richard Nixon en Union soviétique. Le traité ABM est signé le 26 mai entre l’URSS et les États-Unis[5].

- 1er juin :
  - abolition de la peine de mort en Finlande[96].
  - promulgation de la loi sur la presse adoptée le 5 août 1971 au Portugal ; la « censure » est remplacée par « l’examen préalable »[97].
- 23 juin : face aux mouvements spéculatifs contre le dollar et la livre en faveur du mark et du yen, la Grande-Bretagne décide le passage au flottement de sa monnaie[98]. À partir de juin 1972, face à la détérioration de l’économie, le Premier ministre du Royaume-Uni Edward Heath abandonne sa politique néolibérale pour recourir aux méthodes interventionnistes : encadrement du crédit, blocage des prix et des salaires, nationalisation de Rolls Royce[88].
- 11 juillet : début du championnat du monde d'échecs entre le tenant du titre Boris Spassky et Bobby Fischer à Reykjavik.
- 21 juillet : Bloody Friday, série d’attentats à la bombe dans la région de Belfast faisant 9 morts et 130 blessés[99].
- 22 juillet : les cinq pays membres de l’AELE (Autriche, Islande, Portugal, Suède, Suisse) signent à Bruxelles un accord de libre-échange sur les produits industriels avec la CEE[86].
- 25 juillet : réélection de Américo Tomás à la présidence de la République au Portugal[100].
- 28 juillet : une grève générale des dockers paralyse la vie économique au Royaume-Uni[101](24 millions de journées de travail perdues pour cause de grève en 1972[102]). Le 3 août, l’état d’urgence est proclamé pour assurer le ravitaillement[95]. La grève se termine le 17 août par un compromis et les dockers les plus militants reprennent le travail le 22 août[103].

- 9 août : entrée en application de l’Industry Act 1972, loi interventionniste au Royaume-Uni[104].

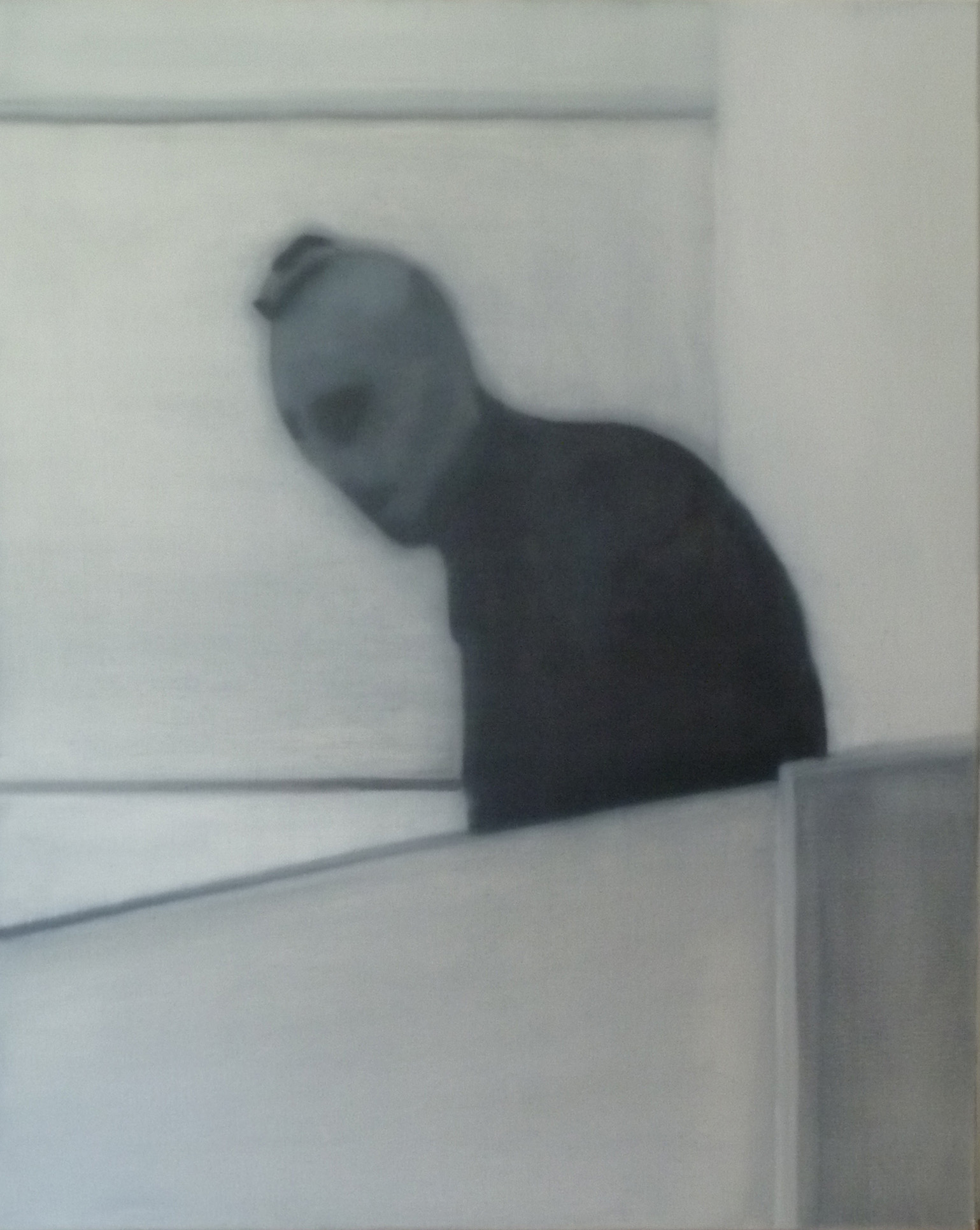
L’image symbolique du massacre des Jeux olympiques de Munich : un des ravisseurs, une cagoule sur la tête, regarde depuis le balcon. Huile sur toile de Xavier Tricot.

- 1er septembre : Bobby Fischer devient le 11e champion du monde d'échecs en battant Boris Spassky 12,5 à 8,5.
- 5 septembre : prise d’otages des Jeux olympiques de Munich. Assassinat de 2 membres de l’équipe olympique israélienne par un commando de huit Palestiniens (groupe Septembre noir) aux Jeux olympiques de Munich, puis de 9 autres le lendemain 6 septembre, soit 11 athlètes au total[81].
- 10-14 septembre : voyage de Kissinger à Moscou[5].
- 14 septembre : rétablissement des relations diplomatiques entre la RFA et la Pologne[105].
- 15-16 septembre : détournement du vol 130 SAS entre Göteborg et Stockholm par des indépendantistes croates[106].

- 2 octobre : par référendum, le Danemark entre dans la CEE[86].
- 12 octobre : la mort de l’étudiant José Ribeiro dos Santos, victime de la Pide, provoque des troubles estudiantins au Portugal[107].
- 17 octobre : le European Communities Act reçoit la sanction royale au Royaume-Uni, qui dépose ses instruments de ratification du traité de Bruxelles le lendemain[108].
- 19-20 octobre : sommet de Paris. La CEE est appelée à traiter de la politique industrielle et régionale, ainsi que ceux de l’énergie, de la protection de l’environnement et des conditions de travail. Un calendrier prévoit de construire par étapes une union économique et monétaire et d’aboutir en 1980 à une union européenne pratiquant la coopération politique en matière de défense et de relations extérieures[109]. Lancement de la Politique méditerranéenne globale. La CEE négocie une série d’accords de coopération bilatérale entre les pays méditerranéens[110].

- 26 octobre : Local Government Act. Réforme de l’administration locale au Royaume-Uni, mise en place le 1er avril 1974)[111].

- 19 novembre : victoire du SPD aux élections du 7e Bundestag en Allemagne. Réélu au poste de chancelier le 14 décembre, Willy Brandt forme un second gouvernement le 15 décembre[112].
- 22 novembre : préparation de la conférence d’Helsinki (CSCE)[113].

- 6 décembre : European Communities Act en Irlande, qui dépose ses instrument de ratification du traité de Bruxelles le 16 décembre[114].
- 15 décembre : la République socialiste de Roumanie adhère au Fonds monétaire international et à la Banque mondiale[115].

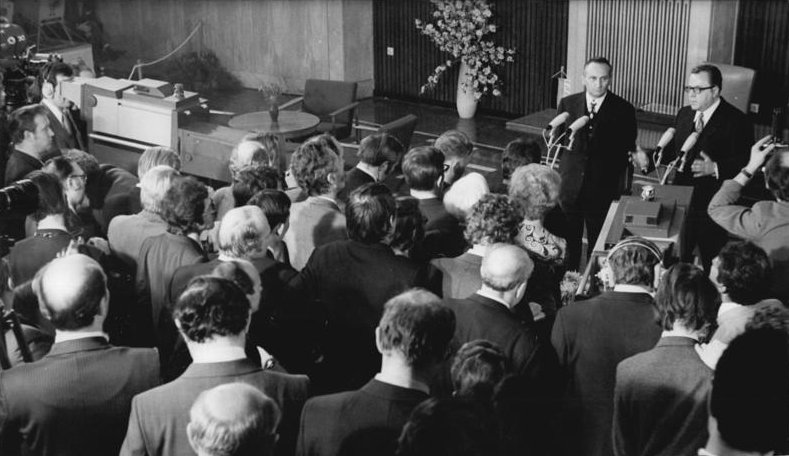
Conférence de presse après la signature du traité fondamental le 21 décembre. Egon Bahr (à gauche) et Michael Kohl répondent aux questions des journalistes.

- 21 décembre : traité fondamental de reconnaissance mutuelle entre la RFA et la RDA[105].
- 23 décembre : discours du Premier ministre suédois Olof Palme contre la guerre du Viêt Nam à la suite du bombardement de Hanoï. Les relations diplomatiques entre la Suède et les États-Unis sont suspendues[116].
- 30-31 décembre : affaire de la chapelle du Rato, à Lisbonne. Des chrétiens, réunis pour prier et réfléchir sur la guerre coloniale qui dure depuis onze ans, sont délogés par la police et ceux d’entre eux qui étaient fonctionnaires sont exclus de la fonction publique. Le cardinal émet une protestation[117].
- 19 décembre : Chypre signe un accord d’association avec la CEE[86].
- 21 décembre : l’Allemagne de l’Ouest et l’Allemagne de l’Est s’accordent sur la reconnaissance diplomatique réciproque[118].

## Décès en 1972

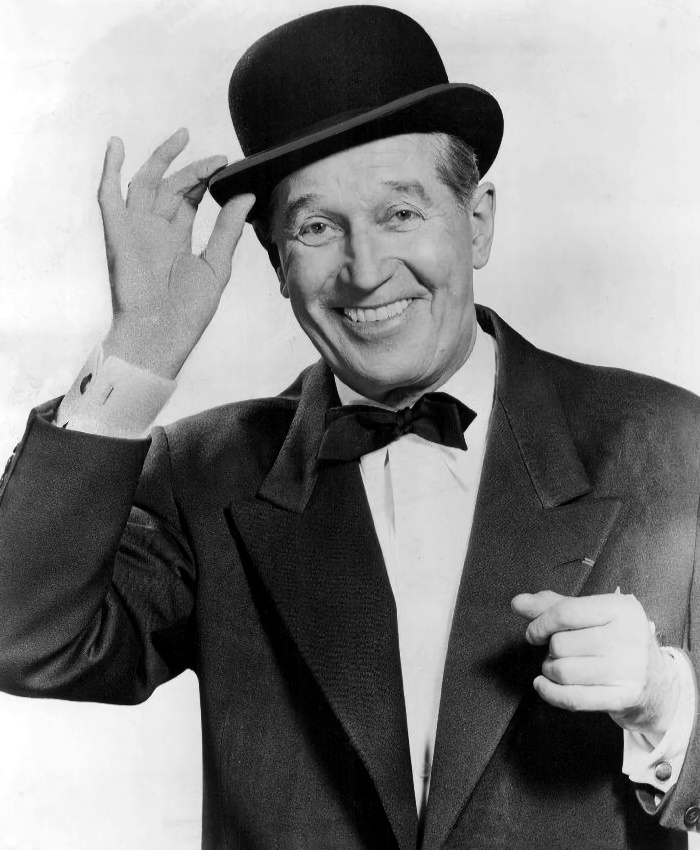
Maurice Chevalier.

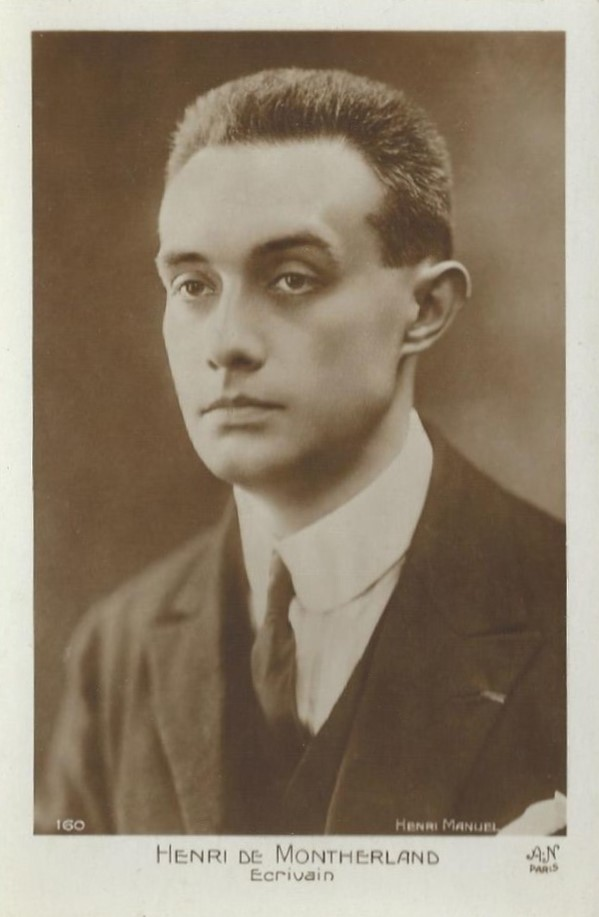
Henry de Montherlant

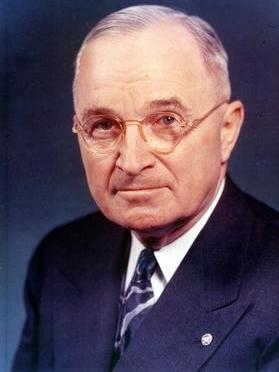
Harry S. Truman

Personnalités majeures décédées en 1972
- 1er janvier : Maurice Chevalier (chanteur et acteur français)
- 16 avril : Yasunari Kawabata (écrivain japonais)
- 24 avril : Pierre Lazareff (journaliste et patron de presse français)
- 27 avril : Kwame Nkrumah (homme politique ghanéen)
- 28 mai : Édouard VIII (roi du Royaume-Uni en 1936)
- 29 juin : Boby Lapointe (chanteur français)
- 31 juillet : Paul-Henri Spaak (homme politique belge)
- 14 août : Pierre Brasseur (acteur français)
- 14 août : Jules Romains (écrivain français)
- 21 septembre : Henry de Montherlant (écrivain français)
- 1er novembre : Ezra Pound (poète américain)
- 22 novembre : Raymond Souplex (acteur français)
- 26 décembre : Harry S. Truman (homme politique américain)